# Saint-Julien-de-Raz
Saint-Julien-de-Raz är en kommun i departementet Isère i regionen Auvergne-Rhône-Alpes i sydöstra Frankrike. Kommunen ligger i kantonen Voiron som tillhör arrondissementet Grenoble. År 2013 hade Saint-Julien-de-Raz 429 invånare.

## Befolkningsutveckling
Antalet invånare i kommunen Saint-Julien-de-Raz
Referens:INSEE